# Cameron Carolissen
Cameron Carolissen (* 16. Januar 1996 in Kapstadt) ist ein südafrikanischer Dartspieler.

## Biografie
Cameron Carolissen stammt aus einer Darts-begeisterten Familie und begann im Alter von 12 Jahren mit dem Dartspielen. Seine jüngere Schwester Tayla gewann 2015 beim WDF World Cup im Einzel der Juniorinnen. 
Cameron Carolissen nahm im Alter von 24 Jahren am afrikanischen Qualifikationsturnier für die PDC World Darts Championship 2021 teil. Im Endspiel siegte er mit 6:4 gegen Charles Losper und qualifizierte sich somit erstmals für eine Weltmeisterschaft. Bei dieser profitierte er in der ersten Runde von einem positiven Coronatest seines Gegners Martijn Kleermaker, sodass er kampflos die 2. Runde erreichte. Dort unterlag er Danny Noppert mit 1:3.
Beim African Darts Group Qualifier 2024 konnte er sich in einem umkämpften Finale mit einem 8:7-Sieg gegen Peter Wachiuri durchsetzen und sich für seine zweite WM-Teilnahme qualifizieren.
Bei der PDC World Darts Championship 2025 traf Carolissen in der 1. Runde auf den Niederländer Wessel Nijman. Dort konnte er zwei Sätze gewinnen, ehe er im entscheidenden Leg unterlag.

## Weltmeisterschaftsresultate
- 2021: 2. Runde (1:3-Niederlage gegen  Danny Noppert)
- 2025: 1. Runde (2:3-Niederlage gegen  Wessel Nijman)